# Last Action Hero (datorspel)
Last Action Hero är de actionspel baserade på filmen Den siste actionhjälten, som släpptes till NES, SNES, Sega Mega Drive, Game Boy ochand Sega Game Gear. En Sega Master System-version var också påtänkt, men släpptes aldrig. En separat version släpptes också till Commodore Amiga , utvecklad av Psygnosis. Endast MS-DOS innehåller scener från själva filmen.
NES-versionen innehåller även en bana med Danny Madigans "version" av William Shakespeares teaterpjäs Hamlet.

### Fotnoter
1. ↑  kompositörsinformation för Last Action Hero (SNES) på SNES Music.org
2. 1 2  Gamefaqs Arkiverad 6 juni 2012 hämtat från the Wayback Machine.
3. ↑  Gamefaqs Arkiverad 30 juli 2012 hämtat från the Wayback Machine.
4. ↑  Gamefaqs Arkiverad 30 maj 2012 hämtat från the Wayback Machine.
5. ↑  Last Action Hero Arkiverad 14 januari 2018 hämtat från the Wayback Machine. på Hardcore Gaming 101